# ベルギー国鉄AM96形電車

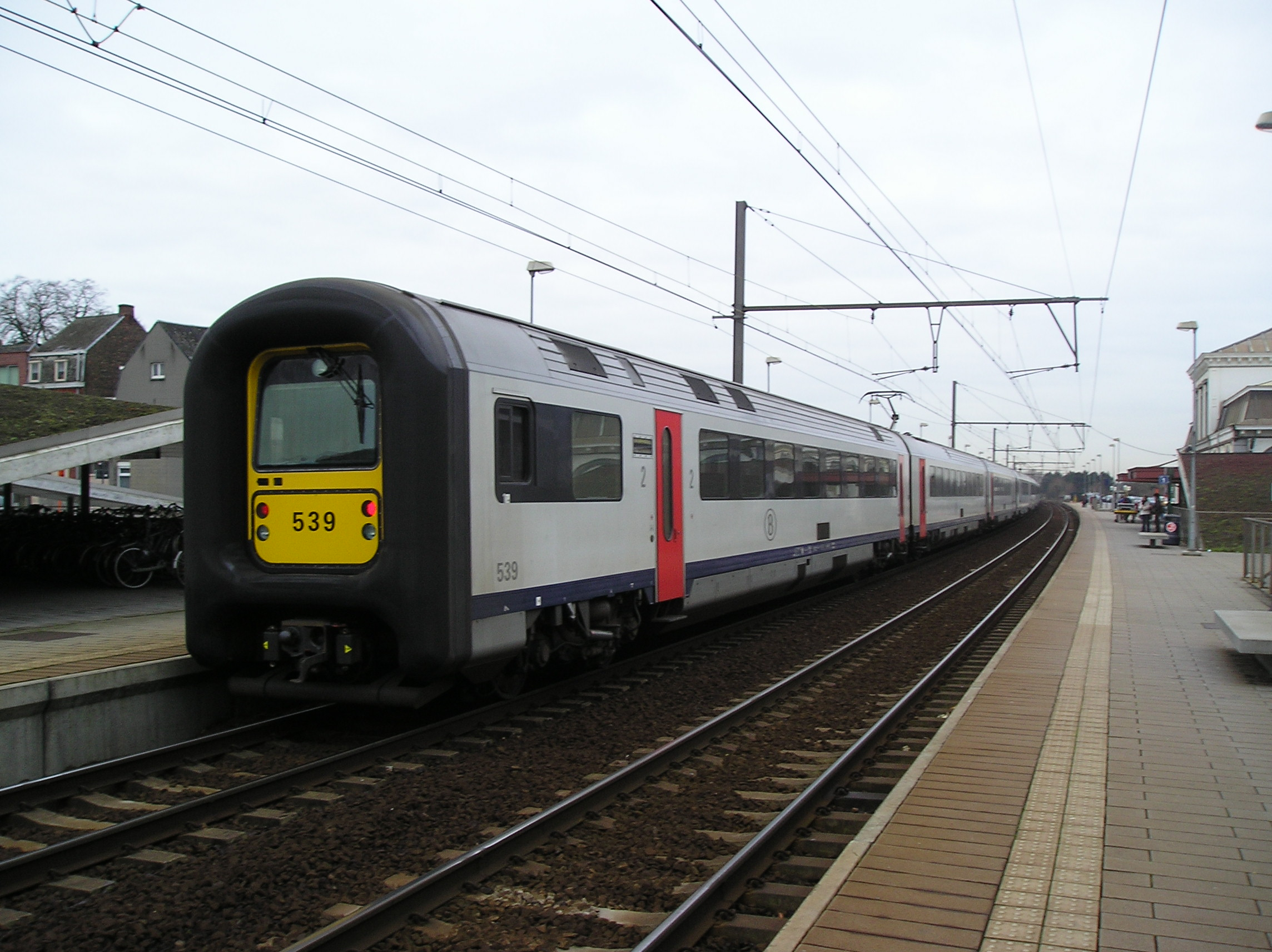
AM96

ベルギー国鉄AM96形電車(AM96)はベルギー国鉄の電車編成で、一部編成は2電源対応となっている。インターシティやIRの運行に使われている。この形式の特徴として、2編成以上を併結して運行するとき、デンマーク国鉄のIC3と同様にゴムのほろが先頭に付いており運転室を収納しそのまま貫通出来るようになる。1996年から1999年までアルストムとアドトランツで製造された。編成構成は3両1編成である。

## 仕様諸元
- 編成構成 : Bo'Bo'+2'2'+2'2'・Bx+B+ADx(1M2T)
- 編成定員 : 212人（うち1等車45人）
- 編成出力 : 1,400kW
- 最高速度 : 160km/h
- 制御方式 : IGBTトランジスタ素子 VVVFインバータ制御

## 編成
- 441-490編成: 直流3000V、交流25kV対応
- 501-570編成: 直流3000V